# Gabnopert
Gabnopert (àrab Gaban, moderna Geben) fou una antiga fortalesa armènia a la vora del riu Tekir Su, afluent del Jayban, a la província de Kahramanmaraş (Marash), a Turquia. És el lloc on els reis de la Petita Armènia amagaven els seus tresors i on es retiraven en cas de perill. El darrer rei, Lleó VI de Lusignan es va retirar a aquesta fortalesa el 1374, però després de 9 mesos de setge es va haver de rendir al mameluc al-Malik al-Ashraf Shaban.